# Còcal
Còcal (en grec antic Κώκαλος Cocalos) va ser, segons la mitologia grega, un rei de la ciutat de Kamikos, a Sicília.
Dèdal es va refugiar a casa seva quan es va escapar volant de Creta, on Minos el tenia presoner. Quan Minos es va presentar a Kamikos per reclamar-lo Còcal el va amagar. Però Minos, servint-se de l'astúcia, va presentar als habitants de la ciutat un problema: per allà on passava ensenyava la closca d'un caragol de mar i un fil, i prometia una recompensa a qui pogués fer passar el fil per les seves espirals. Ningú no trobava la solució, i Còcal, temptat, va resoldre el cas lligant una formiga al fil i introduint l'animal a la closca. Quan Còcal va portar a Minos la petxina enfilada, aquest va entendre que Dèdal era a prop, i no li va costar gaire que Còcal ho admetés i que es comprometés a lliurar-li. Còcal, desitjant salvar el seu hoste, va encarregar a les seves filles que escaldessin Minos al bany, o segons altres versions, va canviar l'aigua de la banyera per pega bullent, segurament aconsellat per Dèdal que havia instal·lat un sistema de canonades al bany. Així va morir Minos.